# КК Панелиниос
КК Панелиниос (грч. Πανελλήνιος K.A.E.) је грчки кошаркашки клуб.

## Историја
КК Панелиниос је основан 1929. године. До 1957. године су освојили 6 титула грчког првака, а сматрало се да би клуб још који пут био првак да такмичење није прекидано за време Другог светског рата.
1990-их година клуб је играо у другој и трећој лиги грчког првенства. Године 1999. на власт клуба долази нова управа, како би вратили тим назад у врх грчке и европске кошарке. Године 2004. клуб је изборио повратак у прву лигу.
Клуб се 2010. године после 81. године иселио из Атине, и преселио у Ламију. Од 2011. године клуб се не такмичи у професионионалним такмичењима, већ се води као аматерски клуб.

## Успеси
- Прва лига Грчке
  - Победник (6) :  1929, 1939, 1940, 1953, 1955, 1957.
  - Друго место (4) :   1935, 1950, 1951, 1954.

- Куп Грчке у кошарци
  - Финалиста (1) :  1987.

- Друга лига Грчке
  - Победник (2) :  1987, 2004.

## Познатији играчи
- Мартон Бадер
- Мирослав Берић
- Јан Вујукас
- Андреас Глинијадакис
- Милан Дозет
- Ђуро Остојић
- Иван Раденовић
- Александар Ћапин
- Никос Папас
- Стратос Перпероглу
- Девин Смит
- Владо Шћепановић